# Slutbruger
En slutbruger er den person, der bruger et slutprodukt. Slutbrugeren kan være en anden end kunden, der måske købte produktet, men ikke nødvendigvis brugte det. Et eksempel er elefantmad, hvor en dyrepasser kan købe produktet som kunde, beregnet for slutbrugeren – elefanten.
I kontrakter er begrebet 'slutbruger' en juridisk størrelse, der refererer til én, der ikke videresælger produktet. Denne definition karakteriserer ikke fødevarebutikken fra eksemplet ovenfor, hvorfra dyrepasseren købte elefantmaden – ikke som slutbruger, men som dyrepasser. Dette juridiske begreb forekommer typisk i såkaldte "End User License Agreements", også kendt som EULA'er.
Ordet slutbruger forekommer normalt i forbindelse med computersoftware.